# 飲茶
飲茶（ヤムチャ（広東語）、英: Yumcha）とは、中国広東省、香港、マカオを中心に行われている習慣で、中国茶を飲みながら点心を食べることである。広東省出身の華僑・華人が多い中国国外のチャイナタウンや、国内の一部ホテルの朝食などにおいても行われている。茶は味の濃い点心と相性がよいことに加え、消化を促進する作用があり、また点心の油分の吸収を阻害する手段にもなっている。朝食として饅頭（マントウ）や焼売などの点心を食べる事は中国各地で見られるが、合わせて喫茶に重きを置く地域は前述の広東省周辺と江蘇省揚州市などに限られ、他の地域では、米やアワの粥、麺料理または豆乳などと共に摂る場合が多い。更に「飲茶」（ヤムチャ）という呼び方も広東語の表現のため、ヤムチャというと、広東式の喫食様式と考えられる事が多い。

## 歴史
茶の起源としては、紀元前2737年、中国皇帝神農が、生水は万病のもととの考えから、「煮立てて飲むべし」という事で、庭で大きな釜を使い、生水を煮立てていたところ、偶然にも数枚の葉が湯に落ち、その結果、その葉から、優雅な香りと素晴らしい味を知り、茶の文化へと発展していったと伝えられてる。尚、中国皇帝神農は著名な本草学者としても有名であった。
喫茶の慣習の起源は、唐代にまでさかのぼることができる。唐の玄宗の頃、座禅中の眠気覚ましとして飲茶が許されたのをきっかけに流行した。
760年、陸羽が『茶経』という本を著し、そこには茶の品種や製法・飲み方などが述べられており、これが彼が茶道の祖と呼ばれる所以である。
800年代初頭においては、唐の百丈懐海禅師（749年-814年）による『百丈清規』とそれが日本に伝来した1103年の『禅苑清規』において喫茶儀礼の作法が定られており、茶とともに、主に簡単なナッツ類や菓子が茶請けとして用いられ、現代まで続く飲茶の作法の原型が既に完成していたことがわかる。更に、これらは1100年代初期には日本においても喫茶の慣習として広がった。
その後、1800年代中期には、中国皇帝咸豊帝によって、飲茶を提供する茶館は「一銭館」と呼ばれ、お茶や茶菓子とともに社交をする場となり、その訪問は、現在の「飲茶」として知られるようになりました。
このような形式で、茶請けを食べながら茶を飲む習慣は江南地方（浙江省・江蘇省・福建省・台湾など）を中心に、北京市など各地で見ることができる。
明代
現江蘇省の揚州で、塩の取引によって栄えたことを背景に、料理が発展し、各種点心も作られるようになった。揚州には「富春茶社」のような清代から続く茶店や、「冶春茶社」のような長い歴史をもつ店も存在し、数多くの点心を出すことで知られている。揚州で飲まれる茶の主流は緑茶で、急須を使わず、マグカップのような大きな器に直接茶葉を入れて飲む。この頃から抹茶も飲まれるようになる。
清代
広州で、飲茶の習慣は変化を遂げた。現広東省の省都である広州には清代から現在にまで続く「陶陶居」の様な料理店もあり、庭園に作られた「北園酒家」、「泮溪酒家」のような料理店が数多くできると、各店が料理だけでなく点心にも工夫を凝らして出すようになり、また、朝から営業するようになった結果、点心は間食としてよりも、朝食として重要な位置をしめるようになった。広州は、昔より海のシルクロードの拠点として発展してきた商売の街であり、様々な国の影響を受けながら発展してきた所で、「陶陶居」のある西関地区には今も伝統建築が残り、昔ながらの庶民の姿を見ることができ、また、珠江の北側には古い洋風建築が続く通りや、漢方薬、乾物を扱う問屋街が残っている。手軽に豊富な食材を使った点心を安く早く食べられる飲茶は、商売人のコミュニケーションの場としても好まれた。今も家族、友人らとの様々な会話が飛び交う飲茶の店は、広州人にはなくてはならない文化である。
20世紀以降
広州の料理を基本に、中国各地のみならず、各国の手法を取り入れて発展した。朝に点心を食べながら茶を飲む習慣も根付いており、後には午後のおやつや昼食として点心を食べ、併せて茶を飲む人も増えた。現在では、生活習慣の多様化に合わせて24時間営業する飲茶の店もある。香港において、主流はプーアル茶、水仙・鉄観音などの烏龍茶、菊花茶、寿眉茶などで、ジャスミン茶や緑茶は余り飲まれない。
なお、イギリスに統治された歴史があり、広東系の華人が多いシンガポールにおいて、ハイティーは、紅茶やサンドイッチなどの西洋料理の軽食のほか、シュウマイなど中華料理の点心も供され、飲茶の様式を取り入れたものになっている。
しかし現代では、若者やビジネスマンにとって、平日の朝からゆっくりと飲茶に行く時間の余裕はなく、平日朝の客の多くは年配者となっている。一方、休日になると、家族連れや若者同士で飲茶に出かける姿がよくみられる。

## 飲茶の作法
広州や香港では、一般的に、大きな急須に人数分の茶を入れて出す。各人には、湯のみ茶碗のほかに、取り分け用の中皿、碗、箸が用意される。
一煎目の茶は味がよくないのと、茶葉についた汚れを洗い落とす意味もあって、本来は短時間の内に飲まずに捨てる。その際に、碗の中で箸を立て、急須から箸に沿うように茶水を流して洗い、湯のみ茶碗も碗の中の茶水で回すようにして洗い、かつ、暖めてから、飲むための二煎目を淹れる。碗に残った茶水は、給仕がガラスのボウルなどに集めて捨てる。
実際には、店で最初に湯を多く入れられると、全部を捨て切れずに、茶葉を洗う意味を果たせないことが多い。湯がなくなった急須は、ふたを少しずらしておくと、給仕が見て、何度でも湯を注いでくれる。
近年、広州では、台湾式の小さな急須、杯のような茶碗を使って、烏龍茶を飲むことも選択できる場合がある。この場合は、何度も湯を注ぐ必要があるので、湯を入れた薬缶（）を暖めておくためのアルコールランプも用意される。
点心の注文は、ワゴンや駅弁売りスタイルで運んでくるタイプの場合は、計算用のカードに取っただけのスタンプが押されるので、後でこれを集計して支払う。カードには異なる単価を表す、「小」「中」「大」「頂」「超」「精」などの文字と、スタンプを押す枠が書かれている。
1980年代前半までは、蒸篭や皿の数で計算する方法も取られていたが、たくさん食べると邪魔になるので、改められた。近年は、点心の名前を列記した注文用紙に必要な数を書き込んで給仕に渡して注文するスタイルが増えている。いずれも、別途、茶代が加えられる。
なお、点心はそのままで食べると味が薄いものは、出す際にウスターソースをかけたり、専用のたれが小皿に用意されることもあるが、大部分の点心はそのまま何もつけずに食べるとちょうどよい味に作られている。このため、日本でギョーザを食べる時のような調味料を入れる小皿は各人に用意されない。

## 日本における飲茶
日本の中華料理店で出す点心は、華北風の餃子や上海風の小籠包や餡饅が主流で、広東風のものはシュウマイや春巻き程度であったが、1980年代以降、香港を訪れる観光客が増えるのに連れ、日本でも広東式の各種点心を出す店が増えた。
特に1990年代には、中国で食品の冷凍技術が発達し、点心を輸出できるようになると、これを蒸したり揚げたりして出す中華料理店も増え、食べられる店が増えた。
日本の大衆的な店においては、飲茶とは点心を腹一杯食べることを指し、茶を飲むことには重点が置かれない。このため、用意されている茶も比較的安価なものであったり、種類がジャスミン茶など定番のみである場合も少なくない。また、「本格飲茶」と銘打ちながら、メニューの中に点心ではない北京ダックや麻婆豆腐があるような店舗も存在する。